# Judy Zebra Knight
Judy Zebra Knight (née Judith Darlene Hampton le 16 mars 1946) est la directrice de JZK, Inc. responsable de la Ramtha's School of Enlightenment. Le 7 février 1977, une entité appelée Ramtha, The Enlightened One, serait apparue à Knight dans sa cuisine. Depuis, elle diffuse les messages de Ramtha lors de transes particulières durant lesquelles elle s'exprime avec une voix gutturale dans un anglais ancien, et ses ouvrages, grâce à ses apparitions à la télévision et la promotion que lui a faite Shirley MacLaine, sont devenus les plus populaires du channelling américain.

## Judy
Judith Darlene Hampton est née le 16 mars 1946 à Roswell (Nouveau-Mexique). Issue d'une famille modeste, elle entame des études de marketing qu'elle abandonne avant la fin pour travailler dans le business alors florissant des chaînes de télévision privées sur le câble, à Tacoma (Washington). C'est là que « Ramtha » lui serait apparu dans sa cuisine en 1977. 

## Ramtha
Ramtha aurait été un guerrier « lémurien » en lutte contre les « atlantes » il y a 35 000 ans (reprenant ici le folklore de la théosophie de la fin du XIXe siècle, matrice de la plupart des mouvances mystiques et sectaires du XXe). Knight dit également qu'il serait le Dieu Râma de la religion hindoue et qu'il appartiendrait à une fraternité d'hommes et de femmes ayant fait leur ascension depuis cette terre et continuant à veiller avec amour sur la destinée de leur espèce d'origine. Selon lui, la race humaine serait aujourd'hui enfin prête à connaître la vérité sur la nature divine de l'homme (ou de l'Observateur déterminant de la mécanique quantique comme il l'appelle), responsable de l'effondrement de la fonction d'onde et qui pourrait parvenir à un contrôle absolu de sa propre réalité.
Ramtha aurait également choisi volontairement de s'exprimer au travers d'une femme afin de rappeler aux femmes qu'elles portent en elles la divinité autant que chaque homme et que le temps est venu pour elles de lever les jougs (psycho-émotionnels, religieux et culturels…) qui leur ont été imposés de tout temps afin de participer pleinement et consciemment, plus harmonieusement et joyeusement à l'aventure humaine et planétaire.
Les quatre pierres angulaires de sa philosophie sont :
1. L'affirmation que nous sommes Dieu (ou divin)
2. La directive de faire connaître l'inconnu (avant tout à soi-même)
3. Le concept que la conscience et l'énergie créent la nature de la réalité
4. Le défi de se conquérir soi-même (ou de faire sa propre conquête de soi)

D'autre part, dans l'enseignement de Ramtha, il existe ce concept d'observateur de la mécanique quantique dans nos propres vies qui lui permettrait d'organiser sa propre existence.

### L'école
Le siège administratif de la Ramtha's School of Enlightenment(ou encore École gnostique américaine) est situé dans la ville rurale de Yelm dans l'État de Washington. Elle organise  des retraites et ateliers internationaux pour des étudiants du monde entier et de toutes origines.
L'école déclare enseigner en utilisant la sagesse ancienne et les dernières découvertes en sciences neurologiques et en mécanique quantique, et comment accéder aux extraordinaires capacités de notre cerveau.
Depuis 1999, cette école aurait organisé au moins 50 retraites pour approximativement 7 000 étudiants débutants dans dix pays différents. Elle organise également des retraites et ateliers pour étudiants avancés, de même que des soirées d'introduction pour toute personne intéressée. Elle dispose d'un réseau international de coordinateurs qui lui permet de diffuser son enseignement dans de nombreux pays du globe. L'école compte actuellement environ 6 000 étudiants réguliers, à travers le monde. Le 23 mars 2008, L'école de Sagesse Ancienne a célébré son vingtième anniversaire d'existence.

## Controverses
Judy Zebra Knight a dû faire face à plusieurs affaires en justice concernant en particulier la diffusion de matériel contenant les copyrights Ramtha.

### Divorce
Dans l'affaire qui l'opposa à son mari Jeff Knight de 1992 à 1995, ce dernier rendait son épouse responsable, dans le cours de leur divorce, du fait qu'il avait choisi de reporter le traitement de son infection HIV parce qu'il croyait guérir par l'intervention de Ramtha. Mais Jeff Knight mourut avant de pouvoir faire appel de la décision émise par la cour contre lui.

### Copyright
En 1992, Judith Ravel de Berlin voulut concurrencer J.Z. Knight. Elle tint plusieurs séminaires et festivals à Salzbourg durant lesquels elle clama être la messagère de l'Esprit de Ramtha. La cour suprême autrichienne reconnut les droits de copyright de J.Z. Knight et a ordonné à Judy Ravel d'abandonner ses prétentions d'être en contact avec Ramtha.
Knight avait sécurisé ses droits de copyright aux USA dans les années 1970 après avoir proclamé que Ramtha lui avait dit qu'elle était la seule médium ayant droit à avoir accès à lui. La cour condamna aussi Ravel à payer 800 dollars de dommages-intérêts. Les avocats de J.Z. Knight en demandaient des milliers de plus.

### Apocalypse
En France, le rapport 2010 de la Miviludes a identifié la présence d’un groupe New Age d’origine américaine, Ramtha, qui prédit la fin « d’un monde » et annonce l’avènement d’une « ère nouvelle ». Depuis 2008, cette secte a élu domicile dans le village de Bugarach, dans le département de l'Aude, un village qui attire l’attention des médias. Dans cette perspective, des familles ont acheté des terrains, construit des bunkers et prévu dès à présent des vivres. À la tête du groupe, Judy Zebra Knight prétend être la réincarnation de l'entité Ramtha, un guerrier lémurien « qui aurait libéré son peuple de la tyrannie des Atlantes il y a 35 000 ans »,,.

## Film
En 2004, trois étudiants de l'école de Ramtha (Mark Vincente, Betsy Chasse et William Arntz) produisirent un film intitulé What the Bleep Do We Know!? axé sur les potentiels de la mécanique quantique et ses implications sur la nature de la vie dans lequel apparaît JZ Knight en train de « canaliser » Ramtha. Le film a été critiqué par des membres de la communauté scientifique qui le considèrent comme étant un infomercial pseudo-scientifique qui exposerait grossièrement des aspects pointus de la mécanique quantique,,. Ce film qui expose des interprétations pseudo-scientifiques, spirituelles et ésotériques de la physique quantique (qui est détournée de son contexte scientifique) est typique du mysticisme quantique.

## Vente aux enchères
- La maison de ventes aux enchères Bonhams & Butterfield met en vente le 27 septembre 2009 à Los Angeles des meubles, des objets d'art et de collection, des tableaux provenant de JZ Knight. Cet ensemble de 488 lots reflète un goût très classiquement bourgeois, par exemple : verreries de René Lalique et de Tiffany, gravures de Louis Icart.